# Genista segonnei
Genista segonnei là một loài thực vật có hoa trong họ Đậu. Loài này được (Maire) P.E.Gibbs miêu tả khoa học đầu tiên.